# Ленинградцы, дети мои… (фильм)
«Ленинградцы, дети мои…» — художественный фильм узбекского советского режиссёра Дамира Салимова, снятый в 1980 году.

## Сюжет
Действие фильма происходит в 1942 году, в тяжёлые времена Великой Отечественной войны. Из блокадного Ленинграда и других прифронтовых городов эвакуируются в Среднюю Азию десятки тысяч осиротевших советских детей. Им дают приют в узбекских семьях и детских домах.
Одна из тех, кто принял сирот и дал им тепло и заботу, — комсомолка Хадича Батырова. Она не рассталась со своими подопечными и после окончания войны, став директором детского дома и второй матерью для своих воспитанников. История об этом душевном подвиге, о непростых взаимоотношениях Хадичи с её воспитанниками и стала стержнем данного киноповествования.

## В ролях
- Тамара Шакирова — Хадича
- Юлия Черевкова
- Лилия Мельникова
- Сергей Хаустов
- Яйра Абдулаева — Абдуллаева
- Игорь Подмарев
- Тимур Юсупов
- Андрей Поисков
- Лев Лемке — Наум Маркович, работник детского эвакопункта
- Елена Астафьева
- Любовь Виролайнен
- Хамза Умаров — начальник станции
- Жанна Сухопольская
- Сагди Табибуллаев
- Эргаш Каримов  — Закиров, директор детского дома
- Феруза Иргашева
- Данута Столярская — журналистка

## Интересная информация
- Название фильма полностью повторяет заголовок стихотворения казахского акына Джамбула Джабаева (перевод Марка Тарловского), также посвящённого жителям блокадного Ленинграда.